# Noyalo
Noyalo [nwajalo] est une ancienne commune française située dans le département du Morbihan, en région Bretagne, devenue, le 1er janvier 2016, une commune déléguée de la commune nouvelle de Theix-Noyalo. Le conseil municipal enterine en septembre 2024 la suppression de la commune délégué au 1er janvier 2025.

## Géographie
Noyalo se situe au sud-est de Vannes, au bord du golfe du Morbihan, dans le pays Vannetais. Le bourg s'est établi sur une petite hauteur dominant l'ancien bras de mer de Noyalo, que franchit la route de Vannes à Port-Navalo. Ce bras de mer vaseux, pénétrant profondément dans les terres (vers Theix d'une part et Surzur d'autre part) constituait l'estuaire commun de plusieurs rivières du pays jusqu'en 1964, date à laquelle il fut fermé par un barrage au Pont-Noyalo, afin de créer la réserve d'eau potable de la ville de Vannes rendue nécessaire par son développement. Cent quarante hectares de vasières, rivières et prairies furent alors inondés, formant l'actuel étang (d'eau douce) de Noyalo.
D'une superficie modeste (5 km2), la commune de Noyalo s'étendait sur la rive gauche de la rivière éponyme, l'un des trois cours d'eau qui alimentent le golfe du Morbihan en eau douce (avec celles d'Auray et de Vannes). Peu vallonné, le territoire ne dépasse pas quinze mètres d'altitude, maximum obtenu à la limite de la commune de Surzur.
L'ancien territoire communal comptait une petite île, nommée parfois Île du Château ou Inizen. Située immédiatement à l'ouest du village L'Isle, elle est reliée au continent par deux digues qui encadrent un ancien marais salant. Les deux tiers de sa surface sont boisés ou en friche, le reste est une ancienne pâture. L'altitude maximale n'y excède pas 7 mètres.

## Toponymie
Le nom de la localité est attesté sous les formes Noyalou en 1261, Pont Noyallo en 1464, Noealo en 1467, Noillo en 1554, Noyello en 1636.
Il s'agit d'un toponyme d'origine gauloise dérivé de l’étymon nouioialon, désignant une terre nouvellement défrichée.
Son nom en breton est Noaleu.

## Histoire

### Temps modernes
Le moulin à marée de Noyalo, appelé aussi "moulin du Pont" ou "moulin de Kerentrech", existe depuis au moins le XVIe siècle.

### LeXIXesiècle
Benjamin Girard écrit en 1889 que « la petite commune de Noyalo que découpent plusieurs bras de mer, fait partie de la presqu'île de Rhuys, et n'en est pas la partie la moins fertile. Une partie de ses habitants se livre à l'agriculture ; l'autre partie se compose de marins et de pêcheurs ».

### LeXXIesiècle
Ancienne commune française, située dans le département du Morbihan intégrée à la commune de Theix-Noyalo en janvier 2016.

## Politique et administration
| Période                                  | Période          | Identité                | Étiquette | Qualité |
| ---------------------------------------- | ---------------- | ----------------------- | --------- | ------- |
| 2001                                     |                  | Gérard Le Piouffle      |           |         |
| 2008                                     | 31 décembre 2015 | Xavier-Pierre Boulanger |           |         |
| Les données manquantes sont à compléter. |                  |                         |           |         |

La création de la commune nouvelle de Theix-Noyalo entraîne la création d'une commune déléguée gérée par un maire délégué :
| Période          | Période        | Identité | Étiquette | Qualité |
| ---------------- | -------------- | --- | --------- | ------- |
| 1er janvier 2016 | 3 juillet 2020 | Xavier-Pierre Boulanger par dérogation du 1er au 4 janvier confirmé par délibération municipale le 4 janvier | -         |         |
| 3 juillet 2020   | décembre 2024  | Luc Quistrebert                                                                                              |           |         |

## Démographie
L'évolution du nombre d'habitants est connue à travers les recensements de la population effectués dans la commune depuis 1793. Pour les communes de moins de 10 000 habitants, une enquête de recensement portant sur toute la population est réalisée tous les cinq ans, les populations de référence des années intermédiaires étant quant à elles estimées par interpolation ou extrapolation. Pour la commune, le premier recensement exhaustif entrant dans le cadre du nouveau dispositif a été réalisé en 2004.

En 2013, la commune comptait 780 habitants, en évolution de +8,64 % par rapport à 2007 (Morbihan : +3,82 %, France hors Mayotte : +2,11 %).
| 1793 | 1800 | 1806 | 1821 | 1831 | 1836 | 1841 | 1846 | 1851 |
| ---- | ---- | ---- | ---- | ---- | ---- | ---- | ---- | ---- |
| 300  | 301  | 310  | 385  | 410  | 417  | 419  | 400  | 407  |

| 1856 | 1861 | 1866 | 1872 | 1876 | 1881 | 1886 | 1891 | 1896 |
| ---- | ---- | ---- | ---- | ---- | ---- | ---- | ---- | ---- |
| 443  | 421  | 399  | 410  | 425  | 397  | 386  | 380  | 382  |

| 1901 | 1906 | 1911 | 1921 | 1926 | 1931 | 1936 | 1946 | 1954 |
| ---- | ---- | ---- | ---- | ---- | ---- | ---- | ---- | ---- |
| 385  | 404  | 390  | 315  | 348  | 308  | 280  | 265  | 271  |

| 1962 | 1968 | 1975 | 1982 | 1990 | 1999 | 2004 | 2006 | 2009 |
| ---- | ---- | ---- | ---- | ---- | ---- | ---- | ---- | ---- |
| 303  | 335  | 391  | 472  | 593  | 666  | 685  | 698  | 759  |

| 2013 | - | - | - | - | - | - | - | - |
| ---- | - | - | - | - | - | - | - | - |
| 780  | - | - | - | - | - | - | - | - |

## Culture et patrimoine

### Lieux et monuments
- L'église Sainte-Anne.

### Héraldique
|  | Les armoiries de Noyalo se blasonnent ainsi : Tranché : au un, de gueules à une roue de timonier de sable, au deux, d’azur à une loutre d’or sautante et ployée ; une cotice d’argent chargée de cinq mouchetures d’hermine de sable dans le sens de la bande, brochante sur la partition. |